# Projecte de cronologia Xia Shang Zhou
El projecte de cronologia Xia Shang Zhou (xinès simplificat:夏商周断代工程, pinyin: Xià Shāng Zhōu Duàndài Gōngchéng) fou un projecte multidisciplinari comissionat per la República Popular de la Xina el 1996 determinar amb exactitud la ubicació i calendari de la dinastia Xia, la dinastia Shang i la dinastia Zhou. Uns 200 experts van participar en el projecte. Els resultats del projecte van ser fets conèixer el novembre del 2000.
Convencionalment, l'any 841 aC va marcar l'inici de la regència Gonghe, durant la dinastia Zhou, i el primer any de datació anuals consecutiu de la història xinesa. El projecte de cronologia Shang Xia Zhou tenia com a objectiu oferir les dates exactes per abans de llavors. Hi han hagut, però, diverses controvèrsies relacionades amb el projecte.

## Metodologia
El projecte correlacionà datació per radiocarboni, mètodes de datació arqueològics, anàlisi textual històrica, astronomia i l'ús d'altres mètodes interdisciplinaris per aconseguir més precisió temporal i geogràfica.

## Controvèrsies
Hi ha certa controvèrsia sobre els resultats del projecte. Una de les crítiques és que el projecte dona suport al concepte dels 5.000 anys d'història ininterrompuda i homogènia de la Xina, on les tres dinasties antigues (Xia, Shang i Zhou) van ser estats grans i poderosos—ignorant el fet que molts altres grups de persones (potser igualment d'avançades) existiren al llarg de la Xina i l'Àsia central durant aquest període.